# Association of International Marathons and Distance Races
La Association of International Marathons and Distance Races, nota anche con l'acronimo AIMS, è un'associazione di organizzatori di corse sulla lunga distanza. Fondata nel 1982 in un incontro a Londra fra organizzatori di maratone, nel 1986 fu estesa a tutte le corse su strada. Conta oggi centinaia di aderenti.
Secondo il suo statuto, gli obiettivi della AIMS sono:
1. incoraggiare e promuovere la corsa su lunghe distanze in tutto il mondo
2. lavorare con la World Athletics su tutti gli aspetti riguardanti le corse internazionali su strada
3. scambiare informazioni, conoscenza ed esperienze fra i membri

## Misurazione della corsa e record mondiali
AIMS lavora con la World Athletics per assicurare che le sue gare siano misurate accuratamente. Tutte le corse AIMS devono essere misurate da un addetto corsa accreditato AIMS/World Athletics. Inoltre, perché un record mondiale sia ratificato dalla World Athletics, deve soddisfare alcune condizioni.
Fra queste:
- una corsa non deve essere, dalla partenza all'arrivo, una discesa per più di 1 metro in altitudine per km di lunghezza
- la distanza fra partenza e arrivo non deve essere più del 50% della lunghezza della prova

La seconda condizione è pensata in modo che una gara non sia disegnata in modo tale da sfruttare indebitamente l'effetto provocato dal vento, ma non si applica nel proposito di stabilire tempi di qualificazione per i Giochi olimpici o i campionati del mondo.
Tutte le corse che hanno ricevuto il riconoscimento World Athletics Label Road Races sono soggette agli standard di misurazione AIMS/World Athletics.